# Brzeżno (gmina)
Pour les articles homonymes, voir Brzeźno.
Ne doit pas être confondu avec Brzeźnio.
Brzeżno est une gmina rurale du powiat de Świdwin, Poméranie-Occidentale, dans le nord-ouest de la Pologne. Son siège est le village de Brzeżno, qui se situe environ 12 km au sud de Świdwin et 80 km au nord-est de la capitale régionale Szczecin.
La gmina couvre une superficie de 110,84 km2 pour une population de 2 836 habitants en 2016.

## Géographie
La gmina inclut les villages de Brzeżno, Chomętówko, Chomętowo, Grąbczewo, Grądzkie, Karsibór, Kłącko, Koszanowo, Miłoszewice, Mulite, Pęczerzyno, Pęczerzyński Młyn, Półchleb, Przyrzecze, Rzepczyno, Słonowice, Sonino, Więcław et Wilczkowo.
La gmina borde la ville de Świdwin et les gminy de Drawsko Pomorskie, Łobez, Ostrowice et Świdwin.